# Девојка од милион долара
Девојка од милион долара (енгл. Million Dollar Baby) је амерички спортско-драмски филм из 2004. године, режисера, ко-продуцента и главног глумца Клинта Иствуда, док је сценарио написао Пол Хагис на основу збирке прича Опекотина ужета: Приче из угла аутора Еф Екс Тула. У осталим улогама су Хилари Сванк и Морган Фриман. Прича говори о потцењеном боксерском тренеру ког мучи савест због прошлости па искупљење покушава да пронађе помажући аматерској боксерки да постане професионалка.
Филм је биоскопски објављен 15. децембра 2004. и наишао је на позитивне реакције критичара, а широм света је зарадио преко 216 милиона долара. Био је номинован за седам Оскара, а освојио је четири: за најбољи филм, најбољу режију, најбољу глумицу (Хилари Сванк) и најбољег споредног глумца (Морган Фриман). Многи га сматрају једним од најбољих филмова 2000-их, као и једним од најбољих филмова свих времена.

## Радња
Маргарет „Меги” Фицџералд, конобарица из Мисурија, долази у Хит Пит, запуштену боксерску теретану у Лос Анђелесу чији је власник Френки Дан. Дан је оштар ирско-амерички тренер отуђен од сопствене ћерке. Меги тражи од Френкија да је тренира, али он одбија јер не тренира жене, а тврди и да је она престара да би започела боксерску каријеру. Еди „Скрап” Дуприз, Френкијев пријатељ и запослени — наратор филма — охрабрује и помаже Меги. „Велики Вили” Литл, кога Френки тренира, потписује уговор са успешним менаџером Микијем Меком, нестрпљив што Френки стално одбија понуде за шампионски меч. Френки тада невољно пристаје да тренира Меги.
Меги се пробија у женској аматерској боксерској дивизији уз Френкија као тренера. Пошто је због брзих нокаута стекла репутацију, Френки мора да прибегне подмићивању како би натерао друге менаџере да своје борце супротставе њој. Скрап, забринут када Френки одбије неколико понуда за велике борбе, организује састанак за Меги са Микијем Меком, али из оданости Френкију, она одбија понуду. Френки даје Меги гелски надимак, извезен на њеној боксерској одећи, Мо Кушла, али јој не открива његово значење. Њих двоје путују у Европу где она наставља да побеђује; Меги на крају уштеди довољно свог добитка да својој мајци купи кућу, али је мајка грди што је угрозила њене изгледе за добијање социјалне помоћи, додатно тврдећи да јој се сви код куће смеју.
Френки је коначно спреман да организује борбу за титулу. Он уговара Меги меч од милион долара у Лас Вегасу против WBA шампионке у велтер категорији, Били „Плаве Медведице” Остерман, бивше немачке проститутке са репутацијом прљавог борца. Меги на почетку доминира борбом, али је Били нокаутира недозвољеним ударцем отпозади након што звоно зазвони да би означило крај рунде. Меги снажно пада на своју столицу у углу, коју је Френкијев помоћник управо поставио, сломивши врат. Остаје паралисана од врата према доле и зависна од вентилатора. Дан, искаљујући свој бес на неправедне околности, испрва криви Скрапа што га је наговорио да је тренира, али на крају криви самог себе за њен пад.
Док је у болници, Меги жељно ишчекује посету своје породице. Они стижу тек након посете Дизниленду и Universal студију у Холивуду. У пратњи адвоката, њихова једина брига је да им се пренесе Мегина имовина. Згрожена, она им наређује да оду и прети да ће пријавити њихову превару ако поново покушају да је контактирају.
Меги се ускоро развијају чиреви од лежања и подвргава се ампутацији због инфициране ноге. Затим тражи од Френкија да јој помогне да умре, изјављујући да је од живота добила све што је желела. Ужаснути Френки одбија, па Меги касније угризе свој језик у покушају да искрвари до смрти. Свестан очинске наклоности коју је Френки развио према Меги, његов свештеник га упозорава да се више никада не би пронашао ако би испунио Мегин захтев. Френки се једне ноћи ушуња у болницу, несвестан да Скрап посматра из сенке. Непосредно пре него што јој је дао инјекцију са фаталном дозом адреналина, он каже Меги шта значи „мо кушла”: „моја драга, и моја крв”, а затим даје Меги последњи пољубац за опроштај. Никада се не враћа у теретану. Открива се да је Скрапова нарација заправо писмо Френкијевој ћерки које је обавештава о правом карактеру њеног оца.

## Улоге
| Глумац           | Улога                           |
| ---------------- | ------------------------------- |
| Клинт Иствуд     | Френки Дан                      |
| Хилари Сванк     | Маргарет „Меги” Фицџералд       |
| Морган Фриман    | Еди „Скрап” Дуприз              |
| Џеј Барушел      | „Опасни” Барч                   |
| Мајк Колтер      | „Велики Вили” Литл              |
| Лусија Рајкер    | Били „Плава Медведица” Остерман |
| Брајан Ф. О’Берн | отац Хорвак                     |
| Ентони Маки      | Порел Бери                      |
| Марго Мартиндејл | Ерлин Фицџералд                 |
| Рики Линдхоум    | Мардел Фицџералд                |
| Мајкл Пења       | Омар                            |
| Бенито Мартинез  | Билин менаџер                   |

## Зарада
- Зарада у САД - 100.492.203 $
- Зарада у иностранству - 116.271.443 $
- Зарада у свету - 216.763.646 $